# 里拉辛根-沃布林根
里拉辛根-沃布林根是德国巴登-符腾堡州的一个市镇。总面积18.57平方公里，总人口11979人，其中男性5851人，女性6128人（2011年12月31日），人口密度645人/平方公里。

## 友好城市
- 法國 塞纳河畔诺让